# Н. Т.
«Н. Т.» — вірш Тараса Шевченка 1860 року, написаний у С.-Петербурзі, присвячений Надії Тарновській.

## Написання та автографи
Зберігся чистовий автограф вірша у «Більшій книжці». Автограф містить дату: «2 декабря».
Вірш датується дослідниками за автографом та його місцем у «Більшій книжці» серед творів 1860-го: 2 грудня 1860 року, місцем написання —С.-Петербург.
Чорновий автограф вірша не відомий. Найраніший відомий текст вірша — список невідомою рукою з датою 2 листопада 1860 року (можливо, помилковою: мало бути 2 грудня 1860 року), який належав С. Лазаревському. В останньому рядку цього списку Шевченко виправив слово «соблудись» на «соблуди», під текстом записав свій вірш «Зійшлись, побрались, поєднались…» (дата якого в «Більшій книжці» — 5 грудня 1860 року).
До списку невідомою рукою 1860 року близький за текстом список, що належав Г. Богданенкові, а згодом В. Степаненкові. Варіанти у ньому опублікував В. Доманицький у виданні: «Шевченко Т. Кобзарь» 1908 року (2-ге видання, СПб., стор. 634). З невідомого рукопису (виправивши текст) Шевченко начисто переписав вірш до «Більшої книжки».

## Публікація
Вперше вірш надруковано в «Кобзарі з додатком споминок про Шевченка Костомарова і Микешина» 1876 року (Прага, стор. 260—261), де подано за «Більшою книжкою» з відміною в рядку 4: «Рожевим квітом процвіла» та неточним прочитанням рядка 2: «Дурна єси ти, нерозумна».

## Сюжет
Вірш присвячено Надії Тарновській, взаємини з якою навіяли й поезію «Кума моя і я». За свідченням Ф. Черненка, що його зафіксував О. Кониський, 6 грудня 1860 року хворий Шевченко, «похвалившись, що 2 грудня провідала його [Шевченка] кума його Н. В. Т[арновська], він прочитав Черненкові свої вірші, написані зараз після того, як пішла від його кума. То відомі вірші: „Великомученице кумої“ …». Вірш пройнятий доброзичливою іронією до «куми» і глузуванням з офіційних догм християнської моралі. У нібито «легковажні» рядки поет вклав серйозний зміст: свою ненависть до святенницької моралі і ствердження права жінки на любов та особисте щастя.